# Coritiba Foot Ball Club

Coritiba Foot Ball Club je brazilski nogometni klub iz Curitibe. Redovito se natječe u Campeonato Brasileiro Seriji B. Coritiba je osnovan 1909. godine. Domaće utakmice igra na stadionu Couto Pereira.
Najveći suparnici su mu Atlético-PR i Paraná. Jedan je od najuspješnijih klubova u Brazilu: osvojio 1 puta brazilsku prvu ligu, 1 puta Povo prvu, 36 puta prvenstvo države Paraná.

## Poznati igrači
- 1910-ih: Frederico "Fritz" Essenfelder – Maxambomba
- 1920-ih: Ninho – Pizzatto – Staco
- 1930-ih: Pizzattinho – Emílio – Rei
- 1940-ih: Neno – Merlin – Tonico – Breyer
- 1950-ih: Miltinho – Duílio – Fedato – Lanzoninho
- 1960-ih: Krüger – Nico – Bequinha – Oberdan – Cláudio – Nilo – Dirceu – Paulo Vecchio
- 1970-ih: Jairo – Tião Abatiá – Hidalgo – Aladim – Pedro Rocha – Zé Roberto – Paquito – Hermes – Pescuma – Dreyer – Duílio
- 1980-ih: Rafael – Dida – Tostão – Lela – André – Índio – Toby – Heraldo – Almir – Marildo – Chicão – Ademir Alcântara- Milton- Vavá
- 1990-ih: Alex – Pachequinho – Ronaldo Lobisomem – Reginaldo Nascimento – Cléber – Basílio – Auri – Paulo Sérgio – Brandão – Claudiomiro
- 2000-ih: Keirrison – Tcheco – Rafinha – Adriano – Emerson- Edson Bastos – Leandro Donizete – Rafinha

## Trofeji
- Campeonato Brasileiro Série A:

1985.
- Campeonato Paranaense:

1916., 1927., 1931., 1933., 1935., 1939., 1941., 1942., 1946., 1947., 1951., 1952., 1954., 1956., 1957., 1959., 1960., 1968., 1969., 1971., 1972., 1973., 1974., 1975., 1976., 1978., 1979., 1986., 1989., 1999., 2003., 2004., 2008., 2010., 2011., 2012.
- Torneio do Povo:

1973.
- Pierre Colon (Francuska)

1969.
- Ak-Waba (Afrika)

1983.